# معاون وزارت امور خارجه در امور عمومی و دیپلماسی عمومی
معاونت وزارت خارجه در امور عمومی و دیپلماسی عمومی (انگلیسی: Under Secretary of State for Public Diplomacy and Public Affairs) منصبی در وزارت امور خارجه ایالات متحده آمریکا است برای کمک به تضمین اینکه دیپلماسی عمومی همراه با اداره امور عمومی و دیپلماسی سنتی دست در دست هم برای پیشبرد منافع و امنیت ایالات متحده به کار گرفته شوند.
این معاونت بر سه دفتر در وزارت خارجه نظارت دارد که بدین قرارند: دفتر امور آموزشی و فرهنگی، دفتر اداره عمومی، و دفتر برنامه‌های بین‌المللی اطلاعات.